# Peter Brown (vescovo)
Peter Hugh Brown (Greymouth, 9 novembre 1947) è un vescovo cattolico neozelandese, dal 29 aprile 2023 vescovo emerito di Samoa-Pago Pago.

## Biografia
Nato a Greymouth, in Nuova Zelanda, nel 1947, studia presso i fratelli maristi delle scuole.
Pronuncia i voti perpetui a 27 anni, il 26 ottobre 1975. È ordinato presbitero dal vescovo di Christchurch Brian Ashby per la Congregazione del Santissimo Redentore, ordine del quale in seguito diventa superiore regionale. Serve come missionario sull'isola di Savai'i, in Samoa, come cappellano per i migranti ad Auckland, in Nuova Zelanda, e come parroco a Clover Park, sempre ad Auckland.

### Ministero episcopale
Il 31 maggio 2013 papa Francesco lo nomina vescovo di Samoa-Pago Pago. Riceve la consacrazione episcopale il 22 agosto dello stesso anno per mano di Martin Krebs, nunzio apostolico in Nuova Zelanda, Isole Cook, Micronesia, Kiribati e Palau. Tra i concelebranti vi è anche il suo predecessore John Quinn Weitzel.
Il 29 aprile 2023 lo stesso papa accoglie la sua rinuncia al governo pastorale della diocesi di Samoa-Pago Pago per raggiunti limiti di età; gli succede il vescovo coadiutore Kolio Etuale.
Dal 26 luglio 2023 è amministratore apostolico dell'arcidiocesi di Samoa-Apia e della missione sui iuris di Tokelau. Decade dal primo incarico il 22 agosto 2024, dal secondo nel 2025.

## Genealogia episcopale e successione apostolica
La genealogia episcopale è:
- Cardinale Scipione Rebiba
- Cardinale Giulio Antonio Santori
- Cardinale Girolamo Bernerio, O.P.
- Arcivescovo Galeazzo Sanvitale
- Cardinale Ludovico Ludovisi
- Cardinale Luigi Caetani
- Cardinale Ulderico Carpegna
- Cardinale Paluzzo Paluzzi Altieri degli Albertoni
- Papa Benedetto XIII
- Papa Benedetto XIV
- Cardinale Enrico Enriquez
- Arcivescovo Manuel Quintano Bonifaz
- Cardinale Buenaventura Córdoba Espinosa de la Cerda
- Cardinale Giuseppe Maria Doria Pamphilj
- Papa Pio VIII
- Papa Pio IX
- Cardinale Gustav Adolf von Hohenlohe-Schillingsfürst
- Arcivescovo Salvatore Magnasco
- Cardinale Gaetano Alimonda
- Cardinale Agostino Richelmy
- Vescovo Giuseppe Castelli
- Vescovo Gaudenzio Binaschi
- Arcivescovo Albino Mensa
- Cardinale Tarcisio Bertone, S.D.B.
- Arcivescovo Martin Krebs
- Vescovo Peter Hugh Brown, C.SS.R.

La successione apostolica è:
- Vescovo Kolio Etuale (2022)
- Arcivescovo Mosese Vitolio Tui (2024)